# Муравера
Муравера (итал. Muravera) је насеље у Италији у округу Каљари, региону Сардинија.
Према процени из 2011. у насељу је живело 4424 становника. Насеље се налази на надморској висини од 15 м.

## Становништво
Према резултатима пописа становништва 2011. у општини је живело 5.162 становника.
| 1931. | 1936. | 1951. | 1961. | 1971. | 1981. | 1991. | 2001. | 2011. |
| ----- | ----- | ----- | ----- | ----- | ----- | ----- | ----- | ----- |
| 2.497 | 3.026 | 3.519 | 4.032 | 3.614 | 3.880 | 4.348 | 4.650 | 5.162 |